# Rosario Parmegiani
Rosario Parmegiani (ur. 12 marca 1937 w Neapolu, zm. 13 czerwca 2019 w Genui) – włoski piłkarz wodny, złoty medalista olimpijski z Rzymu.
Dwukrotnie uczestniczył na letnich igrzyskach olimpijskich (IO 1960, IO 1964). Na igrzyskach w Rzymie w 1960 roku wraz z kolegami zdobył złoty medal. Zagrał wtedy w 6 meczach strzelając 7 bramek. Na igrzyskach w 1964 Włosi uplasowali się tuż za podium, na 4. miejscu.